# Língua hauçá
A língua hauçá ou haúça (Harshen Hausa; inglês: Hausa) faz parte do grupo das línguas chádicas, um ramo da família linguística afro-asiática. É a língua do povo hauçá e tem um total de aproximadamente 86 milhões de falantes, sendo que 56,3 milhões declaram-na como língua materna e cerca de 30 milhões, como segunda língua. Além de ser o idioma oficial do Níger, é também considerada uma das principais línguas africanas, tanto pela sua abrangência territorial, quanto pela sua importância social.
Os falantes nativos de hauçá concentram-se principalmente no Níger, no Chade, no norte da Nigéria e em Camarões. Além disso, é uma das línguas francas usadas para realizar trocas comerciais em toda a região do Sael, sendo a língua  com o maior número de falantes de toda a África subsariana. Embora já tenha sido escrito com o alfabeto árabe, hoje o hauçá é escrito sobretudo no alfabeto latino.

## Etimologia
A origem da palavra "hauçá" (em inglês: hausa) ainda é muito incerta, de modo que não existem estudos conclusivos sobre o assunto. No entanto, há uma teoria que defende que a palavra teria vindo do idioma falado pelo Império Songai, uma vez que o termo hauçá significa "leste" na língua songai, podendo também ter a conotação de "margem esquerda do rio" e "vegetação rasteira" (no sentido da África Ocidental, seria uma região selvagem, sem cultivo). Nesse contexto, ao chamarem o povo que vivia naquela região de hauçá, os songais queriam ofendê-los, já que seria um termo negativo para rebaixar os falantes da língua que hoje recebe o nome de hauçá.

## Distribuição

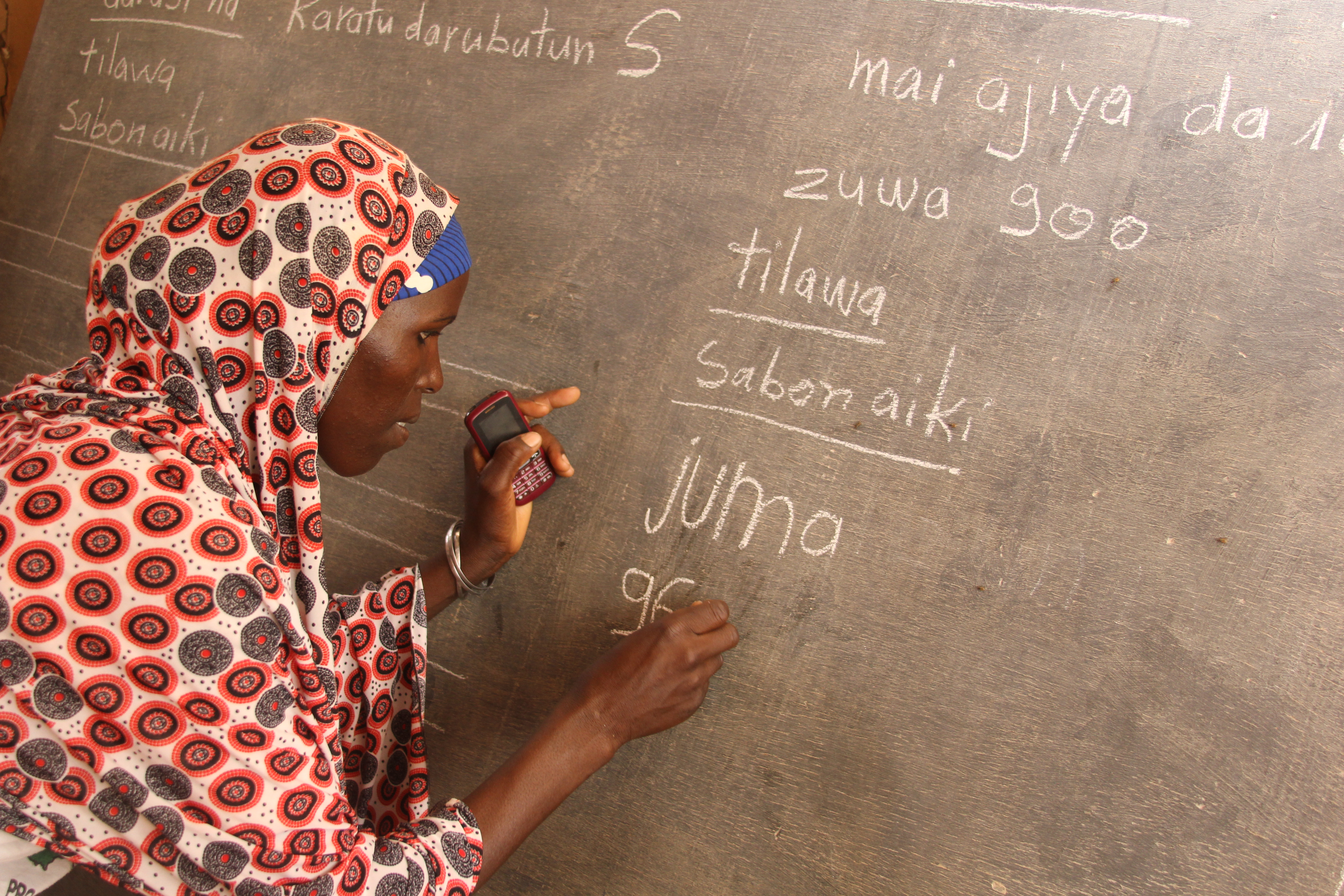
Mulher escrevendo em hauçá

A língua hauçá está presente em grande parte da África Central e Ocidental, sendo usada amplamente para as trocas comerciais interétnicas. Além de ser o idioma mais falado no Níger, de modo que 53% da população são falantes da língua, o hauçá também está muito presente no Norte da Nigéria e Camarões, além de ser usado no dia a dia em países como Chade, Benim, Togo, Burquina Fasso, Gana e Sudão.
Considerando sua extensão geográfica e seu número de falantes, a língua Hauçá ainda apresenta uma variação relativamente modesta de dialetos. Existem ao todo seis grupos de dialetos, de modo que três deles podem ser destacados: o hauçá oriental (falado no estado de Cano e nas regiões adjacentes do Norte e do Sul), o hauçá ocidental (falado nas regiões de Socoto e Gobir) e o dialeto nigerense (falado, por exemplo, em Aderanci).

## História

### História do ensino da língua
A língua é ensinada em diversas universidades ao redor do mundo. Ela substituiu outras línguas minoritárias e continua a ganhar popularidade em diferentes partes da África, como resultado do sucesso dos filmes produzidos em Kannywood e das músicas hauçás que se espalham pela região. Além disso, nas Américas, durante os séculos XVIII e XIX, houve um número relevante de falantes de hauçá na Bahia, sendo que, posteriormente, o idioma foi suplantado pelo iorubá (ou nagô) como língua franca entre os escravos da região.[carece de fontes?]

## Fonologia

### Vogais
Na língua hauçá, há 5 diferentes vogais, de modo que todas elas podem ser longas ou curtas, totalizando 10 monotongos. Além disso, ocorrem também dois ditongos nesse idioma: /ai, au/, fazendo com que existam 12 fonemas vocálicos na língua.
|         | Anterior | Posterior |
| ------- | -------- | --------- |
| Fechada | i i:     | u u:      |
| Média   | e e:     | e o:      |
| Aberta  | a a:     |           |

### Consoantes
O hauçá tem um grande número de consoantes devido a presença de séries implosivas e ejetivas contrastando com as vozeadas e as não vozeadas, além de ocorrerem velares labializadas e palatalizadas.
|             |            | Labial | Alveolar | Pós-alveolar | Retroflexo | Palatal | Velar | Labiovelar | Palatovelar | Glotal |
| ----------- | ---------- | ------ | -------- | ------------ | ---------- | ------- | ----- | ---------- | ----------- | ------ |
| Plosiva     | Desvozeada |        | t        |              |            |         | k     | kʷ         | kʲ          | ʕ      |
| Plosiva     | Vozeada    | b      | d        |              |            |         | ɡ     | ɡʷ         | ɡʲ          |        |
| Plosiva     | Ejetiva    |        |          |              |            | ˈj      | kˈ    | kʷˈ        | kʲˈ         |        |
| Plosiva     | Implosiva  | ɓ      | ɗ        |              |            |         |       |            |             |        |
| Nasal       |            | m      | n        |              |            |         |       |            |             |        |
| Africada    | Desvozeada |        |          | tʃ           |            |         |       |            |             |        |
| Africada    | Vozeada    |        |          | dʒ           |            |         |       |            |             |        |
| Tepe        |            |        | ɾ        |              |            |         |       |            |             |        |
| Fricativa   | Desvozeada | f fʲ   | s        | ʃ            |            |         |       |            |             | h      |
| Fricativa   | Vozeada    |        | z        |              |            |         |       |            |             |        |
| Fricativa   | Ejetiva    |        | sˈ       |              |            |         |       |            |             |        |
| Aproximante |            |        | l        |              | ɽ          | j       |       | w          |             |        |

### Fonotática
Na língua hauçá há três tipos possíveis de sílaba, os quais são divididos em leve (CV) ou pesado (CVV e CVC), o que ocorre por causa do número de moras. Sendo assim, não existem encontros consonantais em uma mesma sílaba, não ocorre vogal longa em uma sílaba interna e não há palavras com vogal inicial. Portanto, termos que, na ortografia padrão, começam com vogal, possuem, na verdade, uma plosiva glotal inicial. Por exemplo, o vocábulo aikì "trabalho" é corretamente pronunciado como [ʔaikìː].

### Tons
O hauçá é uma língua tonal. Ele tem dois tons básicos, o alto (que normalmente não é marcado, mas pode ainda ser encontrada uma marcação com acento agudo) e o baixo (que é marcado por acentro grave). Ademais, existe um tom composto, isto é, uma sequência de tons altos e baixos que resulta em um tom descendente (o qual é marcado pelo acento circunflexo).

## Ortografia
A língua hauçá era escrita utilizando o alfabeto árabe (àjàmí) até o início do século XX, quando começou a ser substituída por uma escrita latina, chamada bóokòo. Apesar dessa substituição, o àjàmí ainda é utilizado na educação corânica e na poesia. Já em se tratando do bóokòo, pode-se dizer que é composto por 27 letras (22 consoantes e 5 vogais) e que o tom e a duração das vogais não são marcados. Além disso, as consoantes longas são representadas por duplicação e muitos sons básicos são representados por dígrafos: [kʷ] por kw, [gʷ] por gw, [kʼʷ] por ƙw, [kʲ] por ky, [gʲ] por gy, [kʲˈ] por ƙy, [fʲ] por fy, [sʼ] por ts, [ʃ]  por sh e [ʼj] é representado pelo dígrafo 'y na Nigéria e com o caractere especial ƴ no Níger. Os demais fonemas consonantais uma respectiva letra no alfabeto conforme a tabela abaixo:
| IPA    | ʔ | a | b | ɓ | tʃ | d | ɗ | e | f | g | h | i | dʒ | k | kˈ | l | m | n | o | ɽ/ɾ | s | t | u | w | j | ˈj | z |
| Letras | ˈ | a | b | ɓ | c  | d | ɗ | e | f | g | h | i | j  | k | ƙ  | l | m | n | o | r   | s | t | u | w | y | ˈy | z |

## Gramática

### Pronomes
Algumas categorias pronominais da língua hauçá são:
Pessoais
Os pronomes pessoais da língua apresentam diferentes formas de acordo com a função sintática exercida por eles. De maneira geral, há a distinção de gêneros na terceira e na segunda pessoa do singular.  Eles podem ser divididos em: independentes, objetos diretos, objetos indiretos e possessivos.
|       | Independentes | Objetos diretos | Objetos indiretos | Possessivos |
| ----- | ------------- | --------------- | ----------------- | ----------- |
| 1s.   | ni:           | ni              | minì/mîn/mûn      | (-na/-ta)   |
| 2s.m. | kai           | ka              | makà/ma:          | (-kà)       |
| 2s.f. | ke:           | ki              | mikì              | (-kì)       |
| 3s.m. | shi:          | shi             | masà              | (-sà)       |
| 3s.f. | ita           | ta              | matà              | (-tà)       |
| 1p.   | mu:           | mu              | manà              | (-mù)       |
| 2p.   | ku:           | ku              | mukù              | (-kù)       |
| 3p.   | su:           | su              | musù              | (-sù)       |

Demonstrativos
Os pronomes demonstrativos na língua hauçá não sofrem distinção de gênero, sendo eles:
| Esse/essa       | Wannan   |
| Esses/essas     | Wadannan |
| Aquele/aquela   | Wancan   |
| Aqueles/aquelas | Wadancan |

### Substantivos
Os substantivos no hauçá se flexionam em gênero e número.
Gênero
Existem apenas dois gêneros na língua: o masculino e o feminino. O gênero atribuído a substantivos e adjetivos se baseia, sempre que possível, no sexo biológico. Caso não haja distinção biológica, os itens lexicais têm gênero arbitrário. Além disso, no plural, o contraste de masculino e feminino é neutralizado.
Em se tratando da escrita das palavras, existe uma forte tendência nos substantivos femininos terminarem em /a/, e nos masculinos, em qualquer outra vogal ou consoante. Seguem alguns exemplos:
- Substantivos femininos:
  - gwiːwàː (joelho)
  - raːnaː (dia, Sol)
  - wùyaː (dificuldade)

- Substantivos masculinos:
  - tsuntsuː (pássaro)
  - kâi (cabeça)
  - kàreː (cachorro)

Número
O hauçá, assim como outras línguas chádicas, é conhecido por seu complexo processo de pluralização, tendo 20 classes de plural no idioma:
| Classe | Afixo | Singular (ex.) | Plural (ex.)  | Glossário (ex.)   |
| ------ | ----- | -------------- | ------------- | ----------------- |
| 1      | a-a   | sirdì          | siràda        | 'sela'            |
| 2      | a-e   | gulbi          | gulàbe        | 'riacho'          |
| 3      | a-u   | kurmì          | kuràmu        | 'bosque'          |
| 4      | -aCe  | wuri           | wuràre        | 'lugar'           |
| 5      | -ai   | malàm          | malàmai       | 'professor'       |
| 6      | -anni | watà           | wàtànni       | 'Lua'             |
| 7      | -awa  | talàkà         | talakawa      | 'cidadão'         |
| 8      | -aye  | zomo           | zomàye        | 'lebre'           |
| 9      | -Ca   | tabò           | tabba         | 'cicatriz'        |
| 10     | -Cai  | tudù           | tùddai        | 'terreno elevado' |
| 11     | -ce2  | ciwò           | cìwàce-cìwàce | 'doença'          |
| 12     | -Cuna | cikì           | cikkunà       | 'barriga'         |
| 13     | -e2   | camfì          | càmfe-càmfe   | 'superstição'     |
| 14     | -i    | tàurarò        | tàuràri       | 'estrela'         |
| 15     | -oCi  | tagà           | tagogi        | 'janela'          |
| 16     | -u    | kujèra         | kùjèru        | 'cadeira'         |
| 17     | u-a   | cokàli         | cokulà        | 'colher'          |
| 18     | -uka  | layò           | layukà        | 'faixa'           |
| 19     | -una  | rìga           | rigunà        | 'cultivado'       |
| 20     | X2    | àkàwu          | àkàwu-àkàwu   | 'encarregado'     |

### Verbos
A maioria dos verbos da língua hauçá termina em vogal e é invariável. Sendo assim, a concordância com o sujeito (em pessoa, gênero e número) e com o TAM (tempo, aspecto e modo) é feita por meio de um complexo pré-verbal, de modo que o primeiro elemento deste complexo é uma forma variante de um pronome pessoal e o segundo é um marcador TAM. Às vezes, ambos são fundidos e os morfemas individuais nem sempre são separáveis. Além das oito formas pessoais, cada paradigma contém uma forma impessoal, que é usada quando não há sujeito determinado.
Os tempos verbais no hauçá são seis, sendo eles: perfeito, contínuo, subjuntivo, futuro, futuro indefinido e habitual. O tempo perfeito é usado para expressar uma ação que já aconteceu no tempo a que se refere e não está mais ocorrendo. Já o tempo contínuo refere-se a uma ação que ainda está em andamento. O tempo subjuntivo é usado para se referir a uma ação que ainda virá a acontecer, sendo assim, ele é muito útil para dar conselhos ou comandos. O tempo futuro trata de uma ação que irá começar após o tempo de referência que está sendo utilizado na construção da frase. Por outro lado, o futuro indefinido é usado para tratar de uma ação futura condicional, ou seja, algo que só se fará verdade se alguma determinada condição for satisfeita. Por fim, o tempo habitual, como o próprio nome já diz, trata de uma ação habitual, que acontece em intervalos de tempos regulares.
|                   |                        | 1ª pessoa                              | 1ª pessoa           | 2ª pessoa           | 2ª pessoa           | 2ª pessoa           | 3ª pessoa                             | 3ª pessoa           | 3ª pessoa           | indefinido         |
| singular          | plural                 | singular                               | singular            | plural              | singular            | singular            | plural                                |                     |                     | indefinido         |
| singular          | plural                 | m                                      | f                   | plural              | m                   | f                   | plural                                |                     |                     | indefinido         |
| ----------------- | ---------------------- | -------------------------------------- | ------------------- | ------------------- | ------------------- | ------------------- | ------------------------------------- | ------------------- | ------------------- | ------------------ |
| Perfeito          |                        | naː                                    | mun                 | kaː                 | kin                 | kun                 | jaː                                   | taː                 | sun                 | an                 |
| Perfeito          | relativo               | na                                     | mukà                | ka                  | kikà                | kukà                | ja                                    | ta                  | sukà                | akà                |
| Perfeito          | negativo               | bàn ... ba                             | bàmù ... ba         | bàkà ... ba         | bàkì ... ba         | bàkù ... ba         | bài ... ba                            | bàtà ... ba         | bàsù ... ba         | bà’à ... ba        |
| Contínuo          |                        | inàː                                   | munàː               | kanàː               | kinàː               | kunàː               | janàː / ʃinàː                         | tanàː               | sunàː               | anàː               |
| Contínuo          | relativo               | nakèː / nikèː                          | mukèː               | kakèː               | kikèː               | kukèː               | jakèː / ʃikèː                         | takèː               | sukèː               | akèː               |
| Contínuo          | negativo               | baː nàː                                | baː màː             | baː kàː             | baː kjàː            | baː kwàː            | baː jàː                               | baː tàː             | baː sàː             | baː àː             |
| Contínuo          | negativo (possessivos) | bâː ni                                 | bâː mu              | bâː ka              | bâː ki              | bâː ku              | bâː ʃi                                | bâː ta              | bâː su              | bâː a              |
| Subjuntivo        |                        | ìn                                     | mù                  | kà                  | kì                  | kù                  | jà                                    | tà                  | sù                  | à                  |
| Subjuntivo        | negativo               | kaɗà/kâr ìn                            | kaɗà/kâr mù         | kaɗà/kâr kà         | kaɗà/kâr kì         | kaɗà/kâr kù         | kaɗà/kâr jà                           | kaɗà/kâr tà         | kaɗà/kâr sù         | kaɗà/kâr à         |
| Futuro            |                        | zân / zaː nì                           | zaː mù              | zaː kà              | zaː kì              | zaː kù              | zâi / zaː jà                          | zaː tà              | zaː sù              | zaː à              |
| Futuro            | negativo               | bà(ː) zân ... ba / bà(ː) zaː nì ... ba | bà(ː) zaː mù ... ba | bà(ː) zaː kà ... ba | bà(ː) zaː kì ... ba | bà(ː) zaː kù ... ba | bà(ː) zâi ...ba / bà(ː) zaː jà ... ba | bà(ː) zaː tà ... ba | bà(ː) zaː sù ... ba | bà(ː) zaː à ... ba |
| Futuro indefinido |                        | nâː                                    | mâː/mwâː            | kâː                 | kjâː                | kwâː                | jâː                                   | tâː                 | sâː/swâː            | âː                 |
| Futuro indefinido | negativo               | bà nâː... ba                           | bà mâː/mwâː ... ba  | bà kâː ... ba       | bà kjâː ... ba      | bà kwâː ... ba      | bà jâː ... ba                         | bà tâː ... ba       | bà sâː/swâː ... ba  | bà âː ... ba       |
| Habitual          |                        | nakàn                                  | mukàn               | kakàn               | kikàn               | kukàn               | jakàn                                 | takàn               | sukàn               | akàn               |
| Habitual          | negativo               | bà nakàn ... ba                        | bà mukàn ... ba     | bà kakàn ... ba     | bà kikàn ... ba     | bà kukàn ... ba     | bà jakàn ... ba                       | bà takàn ... ba     | bà sukàn ... ba     | bà akàn ... ba     |

### Sentença
As frases na língua hauçá seguem uma ordem bem estrita, sendo marcada por SVO: Sujeito-Verbo-Objeto(direto ou indireto). Além disso, algumas outras regras do idioma são que os adjetivos precedem seus substantivos e concordam com eles em gênero e número, os numerais atributivos seguem também o substantivo e a posse é indicada por meio de um sufixo anexado ao substantivo que é possuído.
No hauçá, há uma distinção básica entre as frases verbais e nominais, de modo que, enquanto o principal elemento da frase verbal é o próprio verbo, na frase nominal, o pivô é uma cópula que não tem qualquer relação de tempo, modo ou aspecto. Essas cópulas servem para dar um valor de referência ao substantivo presente na frase.

## Vocabulário
Poesia
A produção poética e musical da língua hauçá é muito rica, tendo grandes nomes, como o músico e instrumentista Dan Maraya Jos.
Um exemplo de poema nesse idioma é "Hausa Mai Ban Haushi", o qual fala do enfraquecimento da língua pelas gerações modernas, que têm um vocabulário raso e utilizam inúmero empréstimos do inglês. Um trecho desse texto, juntamente com sua transcrição para o português feita de tradução livre do inglês, segue abaixo:
| Hausa Mai Ban Haushi | Hauçá, o Doador da Vexação |
| --- | --- |
| Saba da neman gaskiya duk nisa, Sarari da b’oye kadan ka so bunk’asa. Ga gargad’i ya zuwa gare mu, zumaina, ‘Ya’yan Arewa da wanda duk ke Hausa. | Acostumem-se a buscar a verdade independente de quão distante, De quão visível ou escondida, se vocês quiserem avançar. Aqui, está uma advertência direcionada a nós, meu companheiro, Crianças do norte e qualquer outro que (fale) hauçá. |

Lista de Swadesh
Na tabela, estão presentes as palavras que compõem a Lista de Swadesh da língua hauçá:
| Português                        | Hauçá                             |
| -------------------------------- | --------------------------------- |
| eu                               | ni                                |
| tu, você                         | kai                               |
| ele                              | shi                               |
| nós                              | mu                                |
| vós, vocês                       | ku                                |
| eles, elas                       | su                                |
| este(a)(s), isto, isso           | wannan                            |
| aquele(a)(s), aquilo             | wancan                            |
| aqui                             | nan                               |
| lá, ali, aí                      | can                               |
| quem                             | wa (interrogativo)                |
| (o) quê, (o) que                 | me (interrogativo)                |
| onde                             | ina (interrogativo)               |
| quando                           | yaushe (interrogativo)            |
| como                             | yaya (interrogativo)              |
| não                              | ba...                             |
| tudo                             | duk                               |
| muito(a)(s)                      | da yawa                           |
| algum(a)(s)                      | waɗansu                           |
| pouco(a)(s)                      | kaɗan                             |
| outro(a)(s)                      | wancan                            |
| um, uma                          | ɗaya                              |
| dois, duas                       | biyu                              |
| três                             | uku                               |
| quatro                           | huɗu                              |
| cinco                            | biyar                             |
| grande(s)                        | babba                             |
| longo(a)(s)                      | dogo                              |
| largo(a)(s), amplo(a)(s)         | mai faɗi                          |
| grosso(a)(s), espesso(a)(s)      | mai kauri                         |
| pesado(a)(s)                     | mai nauyi                         |
| pequeno(a)(s)                    | ƙarami                            |
| curto(a)(s)                      | gajere                            |
| estreito(a)(s)                   | mai ƙunci                         |
| magro(a)(s)                      | siriri                            |
| mulher                           | mace                              |
| homem (homem adulto)             | mutum                             |
| homem (ser humano)               | ɗan Adam                          |
| criança                          | yaro (garoto), yarinya (garota)   |
| esposa                           | mata                              |
| marido                           | miji                              |
| mãe                              | uwa                               |
| pai                              | uba                               |
| animal                           | dabba                             |
| peixe                            | kifi                              |
| ave                              | tsuntsu                           |
| cachorro, cão                    | kare                              |
| piolho                           | kwarkwa                           |
| serpente                         | maciji                            |
| verme                            | tsutsa                            |
| árvore                           | itace                             |
| floresta                         | ƙungurmin daji                    |
| bastão, vara                     | sanda                             |
| fruta                            | 'ya'yan itace                     |
| semente                          | iri                               |
| folha                            | ganye                             |
| raiz                             | saiwa                             |
| casca (das árvores)              | ɓawon itace                       |
| flor                             | fure                              |
| grama, relva                     | ciyawa                            |
| corda                            | igiya                             |
| pele                             | fata                              |
| carne                            | nama                              |
| sangue                           | jini                              |
| osso                             | ƙashi                             |
| gordura                          | ƙiba, mai                         |
| ovo                              | ƙwai                              |
| chifre, corno                    | ƙaho                              |
| cauda, rabo                      | wutsiya                           |
| pena, pluma                      | gashin tsuntsu                    |
| cabelo, pêlo                     | suma                              |
| cabeça                           | kai                               |
| orelha                           | kunne                             |
| olho                             | ido                               |
| nariz                            | hanci                             |
| boca                             | baki                              |
| dente                            | haƙori                            |
| língua (órgão)                   | harshe                            |
| unha                             | farce                             |
| pé                               | ƙafa                              |
| perna                            | ƙafa                              |
| joelho                           | gwiwa                             |
| mão                              | hannu                             |
| asa                              | fiffike                           |
| barriga, ventre                  | ciki                              |
| entranhas, tripas                | hanji                             |
| pescoço, colo                    | wuya                              |
| costas, dorso                    | baya                              |
| peito, seio                      | nono, ƙirji                       |
| coração                          | zuciya                            |
| fígado                           | hanta                             |
| beber                            | sha                               |
| comer                            | ci                                |
| morder                           | ciza                              |
| sugar, chupar                    | tsotsa                            |
| cuspir                           | tofa                              |
| vomitar                          | yi amai                           |
| soprar                           | busa, hura                        |
| respirar                         | yi numfashi                       |
| rir, gargalhar                   | yi dariya                         |
| ver                              | gani                              |
| ouvir                            | ji                                |
| saber                            | sani                              |
| pensar                           | yi tsammani                       |
| cheirar                          | sansana                           |
| temer                            | tsoro                             |
| dormir                           | yi barci                          |
| viver                            | yi barci                          |
| morrer                           | mutu                              |
| matar                            | kashe                             |
| lutar                            | yi faɗa                           |
| caçar                            | yi farauta                        |
| bater                            | buga                              |
| cortar                           | yanka                             |
| fender, rachar, dividir, quebrar | raba                              |
| esfaquear, apunhalar, espetar    | soka                              |
| raspar, arranhar                 | karce                             |
| cavar                            | haƙa                              |
| nadar                            | yi iyo                            |
| voar                             | tashi                             |
| caminhar, andar                  | yi tafiya a ƙas                   |
| vir                              | zo                                |
| deitar                           | yi kwanciya                       |
| sentar                           | zauna                             |
| estar em/de pé, ficar em/de pé   | miƙe tsaye (ação), tsaya (estado) |
| virar, girar, rodar, tornar      | juya                              |
| cair                             | faɗi                              |
| dar, entregar                    | ba                                |
| segurar                          | riƙe                              |
| apertar, comprimir               | matsa                             |
| esfregar, friccionar             | goge                              |
| lavar                            | wanke                             |
| enxugar                          | shafa                             |
| puxar                            | ja                                |
| empurrar                         | tura                              |
| jogar, arremessar, atirar        | jefa                              |
| amarrar                          | ɗaura                             |
| costurar, coser                  | ɗinka                             |
| contar                           | ƙidaya                            |
| dizer                            | ce                                |
| cantar                           | rera waƙa                         |
| jogar, brincar, tocar            | yi wasa                           |
| flutuar, boiar                   | taso kan ruwa                     |
| fluir                            | gudana                            |
| gelar, congelar, refrigerar      | daskara                           |
| intrumescer, inchar              | kumbura                           |
| sol                              | rana                              |
| lua                              | wata                              |
| estrela                          | tauraro                           |
| água                             | ruwa                              |
| chuva                            | ruwan sama                        |
| rio                              | kogi                              |
| lago                             | tabki                             |
| mar                              | teku                              |
| sal                              | gishiri                           |
| pedra                            | dutse                             |
| areia                            | rairayi                           |
| poeira, pó                       | ƙurar ƙasa                        |
| terra                            | kasa                              |
| nuvem                            | gajimare                          |
| neblina                          | hazo                              |
| céu                              | sama                              |
| vento                            | iska                              |
| neve                             | ƙanƙara                           |
| gelo                             | ayis, galas                       |
| fumaça                           | hayaƙi                            |
| fogo                             | wuta                              |
| cinzas                           | toka                              |
| pirar, queimar, arder            | ƙone                              |
| rua                              | haniya                            |
| montanha                         | babban dutse                      |
| vermelho                         | ja                                |
| verde                            | kore                              |
| amarelo                          | rawaya                            |
| branco                           | fari                              |
| preto                            | baƙi                              |
| noite                            | dare                              |
| dia                              | rana, yini                        |
| ano                              | shekara                           |
| morno                            | mai ɗumi                          |
| frio                             | mai sanyi                         |
| cheio                            | cikakke                           |
| novo                             | sabo                              |
| velho                            | tsoho                             |
| bom                              | mai kyau                          |
| mau                              | maras kyau                        |
| podre                            | ruɓaɓɓe                           |
| sujo                             | mai dauɗa                         |
| reto                             | miƙaƙƙe                           |
| aredondado                       | mai da'ira                        |
| afiado                           | mai kaifi                         |
| cega (faca)                      | maras kaifi                       |
| liso, suave                      | mai santsi                        |
| molhado                          | jiƙaƙƙe                           |
| seco                             | maras laima                       |
| correto                          | madaidaici                        |
| perto                            | kusa da                           |
| longe                            | mai nisa                          |
| direita                          | dama                              |
| esquerda                         | hagu                              |
| em (inglês: at)                  | a, wurin                          |
| em (inglês: in)                  | a, cikin                          |
| com                              | da                                |
| e                                | da, kuma                          |
| se                               | in, idan                          |
| porque                           | don                               |
| nome                             | suna                              |

## Menções
- A língua hauçá foi assunto de um problema da edição Kubata da Olimpíada Brasileira de Linguística, no ano de 2021,[19] abordando as características rítmicas da língua.